# Yurin (actrice)
Pour les articles homonymes, voir Yurin.
Chiaki Naitō (内藤 千晶, Naitō Chiaki, née le 18 juin 1981 à Kure, Hiroshima, Japon), plus connue sous le nom de scène Yurin (ゆりん), est une actrice de doublage et chanteuse japonaise.

## Filmographie

### Anime
- C'était nous (2006), Nana Yamamoto
- Kekkaishi (2006), fille (épisode 49), Kirara Kawagami, étudiante (épisode 21)
- Sugarbunnies (en) (2007),
- Yatterman (2008), Potaru Kuroimo (épisode 4)
- RD Sennō Chōsashitsu (2008), Risa Shimizu (épisode 8)
- Hell Girl: Three Vessels (2008), Yume Kiuchi (épisode 18 : Special Radio)
- Inuyasha: The Final Act (en) (2009),
- Yumeiro pâtissière (2009), mère (épisode 32)
- Sawako (2009), Chigusa Takano, Hitomi
- K-ON! (2010), étudiante (épisode 10)
- Sawako (2011), Chigusa Takahashi (5 épisodes), Hitomi (épisode 12)
- Suite PreCure♪ (2011), plusieurs épisodes,
- Inazuma Eleven (manga) (2011), Yamana Akane, Kousaka Yukie
- Tamagotchi! (en) (2012), Knighttchi
- Space Dandy (2014).

## Discographie
- The Idolmaster Innocent Blue for Dearly Stars (2011), Ayane Suzuki